# Northern Premier League
Die Northern Premier League ist eine englische Fußballliga und bildet gemeinsam mit der Southern Football League und der Isthmian League die siebte und achte Stufe des englischen Ligasystems. 

## Spielklassenstruktur
Die Northern Premier League organisiert derzeit den Spielbetrieb von drei Spielklassen: Die Premier Division als siebthöchste englische Liga sowie die darunter und parallel verlaufenden Division One North West bzw. Division One South East. 
Der Meister der Premier Division steigt automatisch in die sechsthöchste Spielklasse, die National League North auf; die Teams auf Rang zwei bis fünf ermitteln in den Play-offs den zweiten Aufsteiger.

## Geschichte
Die Liga wurde im Jahr 1968 als nördliches Pendant zur seit 1894 bestehenden Southern Football League gegründet und bildete damals die höchste Ligastufe des Non-League football.  Nach der Gründung der Alliance Premier League, der heutigen National League, wurde die Spielklasse eine Ligenstufe zurückgesetzt.
Der Meister steigt am Ende einer Saison automatisch in die National League North auf. Die zwischen Rang zwei und fünf klassierten Teams nehmen an den Play-offs teil, in denen der zweite Aufsteiger in die Conference North bestimmt wird. Die vier letztklassierten Mannschaften der Liga steigen in die Division One North bzw. Division One South ab und werden durch die vier Aufsteiger ersetzt.
Als sich 1979 die Spitzenmannschaften der einzelnen Verbände zur Alliance Premier League zusammenschlossen, wurde der Spielbetrieb des Ligaverbands um einen Rang im Ligasystem zurückgestuft. 
1988 wurde von der Northern Premier League die Division One als Unterbau etabliert. Als die Football Conference 2004 ebenfalls eine zweite Spielklasse als Unterbau einführt, wurde die Northern Premier League auf die siebte Spielklasse zurückgesetzt.

## Meister der Northern Premier League
| Saison  | Premier Division  |
| ------- | ----------------- |
| 1968/69 | Macclesfield Town |
| 1969/70 | Macclesfield Town |
| 1970/71 | Wigan Athletic    |
| 1971/72 | Stafford Rangers  |
| 1972/73 | Boston United     |
| 1973/74 | Boston United     |
| 1974/75 | Wigan Athletic    |
| 1975/76 | FC Runcorn        |
| 1976/77 | Boston United     |
| 1977/78 | Boston United     |
| 1978/79 | AFC Mossley       |
| 1979/80 | AFC Mossley       |
| 1980/81 | FC Runcorn        |
| 1981/82 | Bangor City       |
| 1982/83 | FC Gateshead      |
| 1983/84 | AFC Barrow        |
| 1984/85 | Stafford Rangers  |
| 1985/86 | FC Gateshead      |
| 1986/87 | Macclesfield Town |

| Saison  | Premier Division   | Division One         |
| ------- | ------------------ | -------------------- |
| 1987/88 | FC Chorley         | Fleetwood Town       |
| 1988/89 | AFC Barrow         | Colne Dynamoes       |
| 1989/90 | Colne Dynamoes     | Leek Town            |
| 1990/91 | Witton Albion      | Whitley Bay          |
| 1991/92 | Stalybridge Celtic | Colwyn Bay FC        |
| 1992/93 | FC Southport       | Bridlington Town     |
| 1993/94 | FC Marine          | AFC Guiseley         |
| 1994/95 | FC Marine          | Blyth Spartans       |
| 1995/96 | FC Bamber Bridge   | Lancaster City       |
| 1996/97 | Leek Town          | Radcliffe Borough    |
| 1997/98 | AFC Barrow         | Whitby Town          |
| 1998/99 | FC Altrincham      | FC Droylsden         |
| 1999/00 | Leigh Genesis      | Accrington Stanley   |
| 2000/01 | Stalybridge Celtic | Bradford Park Avenue |
| 2001/02 | Burton Albion      | Harrogate Town       |
| 2002/03 | Accrington Stanley | Alfreton Town        |
| 2003/04 | Hucknall Town      | Hyde United          |
| 2004/05 | Hyde United        | North Ferriby United |
| 2005/06 | Blyth Spartans     | AFC Mossley          |
| 2006/07 | FC Burscough       | FC Buxton            |

| Saison  | Premier Division        | Division One North   | Division One South |
| ------- | ----------------------- | -------------------- | ------------------ |
| 2007/08 | Fleetwood Town          | Bradford Park Avenue | Retford United     |
| 2008/09 | Eastwood Town           | Durham City          | Retford United     |
| 2009/10 | AFC Guiseley            | FC Halifax Town      | Mickleover Sports  |
| 2010/11 | FC Halifax Town         | FC Chester           | FC Barwell         |
| 2011/12 | FC Chester              | AFC Fylde            | Grantham Town      |
| 2012/13 | North Ferriby United    | Skelmersdale United  | King’s Lynn Town   |
| 2013/14 | FC Chorley              | Curzon Ashton        | Halesowen Town     |
| 2014/15 | FC United of Manchester | Salford City         | Mickleover Sports  |
| 2015/16 | Darlington 1883         | Warrington Town      | Stafford Rangers   |
| 2016/17 | Blyth Spartans          | Lancaster City       | Shaw Lane          |
| 2017/18 | FC Altrincham           | FC South Shields     | Basford United     |

| Saison  | Premier Division | Division One West   | Division One East |
| ------- | ---------------- | ------------------- | ----------------- |
| 2018/19 | Farsley Celtic   | Atherton Collieries | Morpeth Town      |

| Saison  | Premier Division                             | Division One North West                      | Division One South East                      |
| ------- | -------------------------------------------- | -------------------------------------------- | -------------------------------------------- |
| 2019/20 | Saisonabbruch aufgrund der COVID-19-Pandemie | Saisonabbruch aufgrund der COVID-19-Pandemie | Saisonabbruch aufgrund der COVID-19-Pandemie |
| 2020/21 | Saisonabbruch aufgrund der COVID-19-Pandemie | Saisonabbruch aufgrund der COVID-19-Pandemie | Saisonabbruch aufgrund der COVID-19-Pandemie |

| Saison  | Premier Division | Division One West       | Division One East | Division One Midlands |
| ------- | ---------------- | ----------------------- | ----------------- | --------------------- |
| 2021/22 | FC Buxton        | Warrington Rylands 1906 | FC Liversedge     | Ilkeston Town         |
| 2022/23 | FC South Shields | FC Macclesfield         | Worksop Town      | AFC Stamford          |
| 2023/24 | FC Radcliffe     | Leek Town               | Hebburn Town      | Spalding United       |
| 2024/25 | FC Macclesfield  | FC Widnes               | Cleethorpes Town  | FC Quorn              |

## Weitere Wettbewerbe
Die Northern Premier League veranstaltet zudem mehrere Pokalwettbewerbe. Sämtliche Mannschaften aller drei Spielklassen nehmen am Challenge Cup teil, wobei die Vereine aus der Premier Division in den ersten beiden Runden ein Freilos bekommen. Darüber hinaus findet nach Saisonende der Chairman’s Cup zwischen den beiden Staffelsiegern der Division One statt. Der Gewinner des Chairman's Cup spielt weiterhin gegen den Meister der Premier Division um den Peter Swales Shield.